# Oliver Marach
Oliver Marach (* 16. Juli 1980 in Graz) ist ein ehemaliger österreichischer Tennisspieler. Er war vor allem im Doppel erfolgreich und gewann 2018 mit Partner Mate Pavić die Australian Open.

## Karriere
Der Rechtshänder konnte in seiner Karriere 23 Titel im Doppel auf der ATP World Tour erringen und 28 weitere Endspiele in Doppelkonkurrenzen erreichen. Seine höchste Einzelplatzierung in der Weltrangliste erreichte er mit Rang 82 im August 2007.
2007 gewann Marach in Bukarest seinen ersten Doppel-Titel. Die Saison 2008 bestritt Marach im Doppel mit dem Slowaken Michal Mertiňák sowie dem Polen Łukasz Kubot. An der Seite Mertiňáks gewann er auf der World Tour das Turnier von Acapulco und erreichte das Finale des Challengers von Barletta. Mit seinem polnischen Partner siegte er bei vier Challenger-Turnieren und erreichte drei weitere Finals. 2009 erreichte er an der Seite von Kubot das Halbfinale bei den Australian Open. Dabei besiegten sie in der zweiten Runde das topgesetzte Duo Daniel Nestor und Nenad Zimonjić. In der Sandplatzsaison konnte er sich durch die Siege beim Turnier in Casablanca und den Serbia Open weiter in der Weltrangliste verbessern. Im November gewann er ebenfalls an der Seite von Kubot das erste Hartplatz-Turnier seiner Karriere in Wien und konnte damit seine bisher höchste Weltranglistenposition mit Rang 12 einnehmen. Mit Kubot qualifizierte er sich Ende des Jahres für die ATP World Tour Finals der besten acht Teams in London. Die beiden ersten Begegnungen gegen Lukáš Dlouhý und Leander Paes sowie Maks Mirny und Andy Ram gewannen sie, verloren jedoch die dritte Begegnung gegen Bob und Mike Bryan und schieden somit knapp in der Vorrunde aus. 2010 gewann Marach wieder an der Seite von Kubot zwei Titel. Zudem sicherte er sich einen dritten Saisontitel mit Santiago Ventura. Bei den French Open erreichte er das Viertelfinale und im Mixed-Bewerb das Halbfinale, welches er knapp verlor. In Wimbledon scheiterte er mit seinem Partner gleich in der ersten Runde. Bei den US Open erreichte er trotz Schulterentzündung zum ersten Mal das Viertelfinale.
Auch 2011 gewann Marach drei Doppeltitel auf der World Tour. Mit Leonardo Mayer sicherte er sich im Februar zunächst den Turniersieg in Buenos Aires, ehe er im Juli mit Alexander Peya in Hamburg gewann. In Bangkok folgte im Oktober mit Aisam-ul-Haq Qureshi der dritte Titelgewinn. Sämtliche Finals gewann Marach mit seinen Partnern glatt in zwei Sätzen. In Viña del Mar musste Marach im Februar an der Seite von Łukasz Kubot gegen Marcelo Melo und Bruno Soares ebenso eine Finalniederlage hinnehmen wie drei Monate darauf mit Alexander Peya in Belgrad gegen František Čermák und Filip Polášek. In der Folgesaison gelang Marach mit Peya gleich zu Saisonauftakt in Auckland der einzige Titelgewinn der Saison, dabei besiegten sie dieses Mal im Endspiel Čermák und Polášek. Bei der einzigen weiteren Finalteilnahme im Mai in Nizza unterlag Marach, diesmal mit Filip Polášek als Partner, den Brüdern Bob und Mike Bryan in zwei Sätzen. 2013 blieb Marach ohne Titel auf der World Tour, in beiden Finals, die er erreichte, unterlag er jeweils im Match-Tie-Break. Mit Lukáš Dlouhý verlor er in Bukarest gegen Maks Mirny und Horia Tecău, in Basel unterlag er mit Julian Knowle gegen Treat Huey und Dominic Inglot. Auf der Challenger Tour gelangen ihm dagegen vier Turniersiege. So gewann er die Doppelkonkurrenzen in Bordeaux (mit Christopher Kas), Genua (mit Daniele Bracciali), Rennes und Genf (beide mit Florin Mergea). Wie schon 2012 zog Marach in der Saison 2014 in zwei ATP-Finals ein. Mit Mergea gewann er zum zweiten Mal den Titel beim Turnier in Viña del Mar, nachdem sie im Finale Juan Sebastián Cabal und Robert Farah mit 6:3 und 6:4 schlugen. In Båstad verlor er mit Jérémy Chardy die Finalpartie gegen Nicholas Monroe und Johan Brunström. 2015 blieb Marach ohne Erfolg bei seinen Finalbegegnungen. Er verlor mit Pablo Andújar ebenso beim Finale in Rio de Janeiro wie auch beim Finale in Buenos Aires. In Gstaad unterlag er im Endspiel an der Seite von Aisam-ul-Haq Qureshi.
In der Saison 2016 bestritt Marach den Großteil der Saison mit Fabrice Martin als Partner. Im Januar und Februar schafften die beiden auch sogleich Turniersiege in Chennai, wo sie im Finale Austin Krajicek und Benoît Paire besiegten, sowie in Delray Beach, wo sie Bob und Mike Bryan im Match-Tie-Break bezwangen. Im weiteren Saisonverlauf erreichten sie zudem die Finals in Stuttgart, Shenzhen und Wien, ohne einen weiteren Titel zu gewinnen. Mit Philipp Oswald gewann er das Challenger-Turnier in Aix-en-Provence und erreichte mit Jeļena Ostapenko in Wimbledon das Halbfinale der Mixed-Konkurrenz. Bei den Olympischen Spielen in Rio de Janeiro ging Marach mit Alexander Peya im Doppel an den Start und schied mit diesem im Viertelfinale gegen die späteren Olympiasieger Rafael Nadal und Marc López aus. 2017 erreichte Marach, der verletzungsbedingt erst im März in die Saison eingestiegen war, mit seinem neuen 13 Jahre jüngeren Doppelpartner Mate Pavić in Wimbledon erstmals das Finale eines Grand-Slam-Turniers, das sie gegen Łukasz Kubot und Marcelo Melo in fünf Sätzen mit 7:5, 5:7, 6:7 (2:7), 6:3, 11:13 verloren. Mit Pavić hatte er bei den Vorbereitungsturnieren in Stuttgart und Antalya bereits das Finale erreicht, diese aber ebenfalls verloren. Im Juli siegte er dafür beim Turnier in Gstaad, wo er mit Philipp Oswald startete. Sie besiegten im Finale Jonathan Eysseric und Franko Škugor mit 10:8 im Match-Tie-Break. Bei den US Open erreichte er mit Anastasia Rodionova das Halbfinale der Mixed-Konkurrenz. Mit Mate Pavić gelang Marach schließlich im Oktober in Stockholm der erste gemeinsame Titelgewinn, als sie Aisam-ul-Haq Qureshi und Jean-Julien Rojer in drei Sätzen bezwangen. Bei den ATP Finals waren die beiden als Ersatz-Paarung vor Ort und kamen in der Gruppenphase in der letzten Spielrunde noch zum Einsatz. Sie gewannen zwar ihre Partie gegen Bob und Mike Bryan, hatten aber bereits vorher schon keine Chance mehr das Halbfinale zu erreichen und schieden aus.
Marach und Pavić setzten ihre Partnerschaft auch in der Saison 2018 fort und gestalteten den Saisonstart äußerst erfolgreich. Bei ihrem ersten Turnier der Saison in Doha sicherten sie sich mit einem Finalsieg gegen die topgesetzten Jamie Murray und Bruno Soares, denen sie im Vorjahr noch im Endspiel von Stuttgart unterlegen waren, sogleich den Titelgewinn. Eine Woche darauf gewannen sie nach einem Finalerfolg gegen Maks Mirny und Philipp Oswald auch das Turnier in Auckland. Bei den darauffolgenden Australian Open in Melbourne starteten sie an Position sieben gesetzt ins Turnier und spielten sich nach fünf gewonnenen Partien bis ins Finale vor, in dem sie auf Juan Sebastián Cabal und Robert Farah trafen. Sie gewannen die Begegnung mit 6:4 und 6:4 und sicherten sich somit ihren ersten Grand-Slam-Titel. Die Finalniederlage Mitte Februar in Rotterdam gegen Pierre-Hugues Herbert und Nicolas Mahut war Marachs und Pavićs erste Saisonniederlage, nachdem sie zuvor 17 Spiele in Folge gewonnen hatten. Zwei Monate darauf erreichten sie in Monte-Carlo auch ihr erstes Finale bei einem Masters, hatten aber das Nachsehen gegen Bob und Mike Bryan. Im Mai gewannen die beiden in Genf ihren fünften gemeinsamen Titel und den vierten der laufenden Saison. Mit 11:9 besiegten sie im Match-Tie-Break des Finals ihre Kontrahenten Ivan Dodig und Rajeev Ram. Zum 28. Mai 2018 erreichte Marach in der Weltrangliste sein bestes Karriere-Ranking im Doppel mit Platz zwei, hinter seinem Doppelpartner Pavić. Beim zweiten Grand-Slam-Turnier der Saison, den French Open, erreichten sie wie schon bei den Australian Open das Endspiel, blieben in diesem aber dieses Mal ohne Erfolg. In zwei Sätzen unterlagen sie Pierre-Hugues Herbert und Nicolas Mahut. Während sie in Wimbledon und bei den US Open jeweils in der zweiten Runde ausschieden, folgten weitere Finalteilnahmen bei den ATP-Turnieren in Hamburg und Peking. Als bestes Doppel der Saison qualifizierten sich Marach und Pavić für die ATP Finals, schieden jedoch trotz eines Auftaktsieges bereits in der Gruppenphase aus. Dennoch beendeten sie das Jahr in der Doppel-Weltrangliste als beste Paarung.
2019 gelang Marach mit Pavić erst bei der erfolgreichen Titelverteidigung in Genf der erste Turniersieg der Saison. In zwei Sätzen besiegten sie im Endspiel Matthew Ebden und Robert Lindstedt. Kurz darauf gaben sie während den French Open bekannt, nach dem Turnier ihre Partnerschaft zu beenden. Sie erreichten bei dem Turnier das Achtelfinale, wo sie gegen die späteren Gewinner Kevin Krawietz und Andreas Mies ausschieden. Pavić hatte sich entschlossen, künftig mit Bruno Soares weiterzuspielen, dessen Partnerschaft mit Jamie Murray kurz zuvor ebenfalls geendet hatte. Die restliche Saison bestritt Marach daraufhin mit Jürgen Melzer, mit dem er bereits im Juli das Turnier in Hamburg gewinnen konnte. Der Zweisatzerfolg gegen Robin Haase und Wesley Koolhof im Finale markierte Marachs 23. Titelgewinn auf der ATP Tour. Nur eine Woche zuvor hatten Marach und Melzer in Umag das Finale erreicht und dieses gegen Robin Haase und Philipp Oswald verloren. Ein weiterer Erfolg gelang ihnen mit dem Viertelfinaleinzug bei den US Open, ehe sie im Anschluss in Wien nach der vierten Erstrunden-Niederlage in Folge ihre Partnerschaft mangels Erfolg wieder beendeten. Marachs neuer Partner wurde Raven Klaasen, der sich zum Saisonende von seinem Partner Michael Venus trennte.
In der Saison 2020, die aufgrund der COVID-19-Pandemie ab März unterbrochen wurde, gelang Marach mit Klaasen Ende Februar der Finaleinzug beim Turnier in Dubai. Im Endspiel unterlagen sie John Peers und Michael Venus mit 3:6 und 2:6.
Am 22. Dezember 2022 erklärte Marach sein Karriereende.

## Erfolge
| Legende (Anzahl der Siege)                           |
| Grand Slam (1)                                       |
| Tennis Masters Cup ATP World Tour Finals             |
| ATP Masters Series ATP World Tour Masters 1000       |
| ATP International Series Gold ATP World Tour 500 (4) |
| ATP International Series ATP World Tour 250 (18)     |
| ATP Challenger Tour (25)                             |

| Titel nach Belag |
| Hartplatz (9)    |
| Sand (14)        |
| Rasen (0)        |

### Einzel

#### Turniersiege
| Nr. | Datum             | Turnier      | Belag | Finalgegner        | Ergebnis        |
| --- | ----------------- | ------------ | ----- | ------------------ | --------------- |
| 1.  | 14. November 2004 | Buenos Aires | Sand  | Diego Moyano       | 6:2, 6:3        |
| 2.  | 5. Juni 2005      | Sassuolo     | Sand  | Paul Capdeville    | 6:3, 4:6, 6:4   |
| 3.  | 28. August 2005   | Manerbio     | Sand  | Melle van Gemerden | 6:3, 6:2        |
| 4.  | 6. Mai 2006       | Rom          | Sand  | Adrian Ungur       | 4:6, 6:4, 7:5   |
| 5.  | 22. Juli 2007     | Rimini       | Sand  | Daniel Köllerer    | 4:6, 2:0 aufgg. |

### Doppel

#### Turniersiege

##### ATP World Tour
| Nr. | Datum              | Turnier               | Belag         | Partner              | Finalgegner                            | Ergebnis           |
| --- | ------------------ | --------------------- | ------------- | -------------------- | -------------------------------------- | ------------------ |
| 1.  | 17. September 2007 | Bukarest              | Sand          | Michal Mertiňák      | Martín García Sebastián Prieto         | 7:62, 7:68         |
| 2.  | 1. März 2008       | Acapulco (1)          | Sand          | Michal Mertiňák      | Agustín Calleri Luis Horna             | 6:2, 6:73, [10:7]  |
| 3.  | 11. April 2009     | Casablanca            | Sand          | Łukasz Kubot         | Simon Aspelin Paul Hanley              | 7:64, 3:6, [10:6]  |
| 4.  | 10. Mai 2009       | Belgrad               | Sand          | Łukasz Kubot         | Johan Brunström Jean-Julien Rojer      | 6:2, 7:63          |
| 5.  | 1. November 2009   | Wien                  | Hartplatz (i) | Łukasz Kubot         | Julian Knowle Jürgen Melzer            | 2:6, 6:4, [11:9]   |
| 6.  | 7. Februar 2010    | Santiago de Chile (1) | Sand          | Łukasz Kubot         | Potito Starace Horacio Zeballos        | 6:4, 6:0           |
| 7.  | 28. Februar 2010   | Acapulco (2)          | Sand          | Łukasz Kubot         | Fabio Fognini Potito Starace           | 6:0, 6:0           |
| 8.  | 9. Mai 2010        | München               | Sand          | Santiago Ventura     | Eric Butorac Michael Kohlmann          | 5:7, 6:3, [16:14]  |
| 9.  | 14. Februar 2011   | Buenos Aires          | Sand          | Leonardo Mayer       | Franco Ferreiro André Sá               | 7:66, 6:3          |
| 10. | 24. Juli 2011      | Hamburg (1)           | Sand          | Alexander Peya       | František Čermák Filip Polášek         | 6:4, 6:1           |
| 11. | 2. Oktober 2011    | Bangkok               | Hartplatz     | Aisam-ul-Haq Qureshi | Michael Kohlmann Alexander Waske       | 7:64, 7:65         |
| 12. | 14. Januar 2012    | Auckland (1)          | Hartplatz     | Alexander Peya       | František Čermák Filip Polášek         | 6:3, 6:2           |
| 13. | 8. Februar 2014    | Viña del Mar (2)      | Sand          | Florin Mergea        | Juan Sebastián Cabal Robert Farah      | 6:3, 6:4           |
| 14. | 10. Januar 2016    | Chennai               | Hartplatz     | Fabrice Martin       | Austin Krajicek Benoît Paire           | 6:3, 7:5           |
| 15. | 21. Februar 2016   | Delray Beach          | Hartplatz     | Fabrice Martin       | Bob Bryan Mike Bryan                   | 3:6, 7:67, [13:11] |
| 16. | 30. Juli 2017      | Gstaad                | Sand          | Philipp Oswald       | Jonathan Eysseric Franko Škugor        | 6:3, 4:6, [10:8]   |
| 17. | 22. Oktober 2017   | Stockholm             | Hartplatz (i) | Mate Pavić           | Aisam-ul-Haq Qureshi Jean-Julien Rojer | 3:6, 7:66, [10:4]  |
| 18. | 5. Januar 2018     | Doha                  | Hartplatz     | Mate Pavić           | Jamie Murray Bruno Soares              | 6:2, 7:66          |
| 19. | 13. Januar 2018    | Auckland (2)          | Hartplatz     | Mate Pavić           | Maks Mirny Philipp Oswald              | 6:4, 5:7, [10:7]   |
| 20. | 27. Januar 2018    | Australian Open       | Hartplatz     | Mate Pavić           | Juan Sebastián Cabal Robert Farah      | 6:4, 6:4           |
| 21. | 26. Mai 2018       | Genf (1)              | Sand          | Mate Pavić           | Ivan Dodig Rajeev Ram                  | 3:6, 7:63, [11:9]  |
| 22. | 25. Mai 2019       | Genf (2)              | Sand          | Mate Pavić           | Matthew Ebden Robert Lindstedt         | 6:4, 6:4           |
| 23. | 28. Juli 2019      | Hamburg (2)           | Sand          | Jürgen Melzer        | Robin Haase Wesley Koolhof             | 6:2, 7:63          |

##### ATP Challenger Tour
| Nr. | Datum              | Turnier           | Belag         | Partner              | Finalgegner                            | Ergebnis           |
| --- | ------------------ | ----------------- | ------------- | -------------------- | -------------------------------------- | ------------------ |
| 1.  | 15. September 2001 | Budapest          | Sand          | Jarkko Nieminen      | Juri Schtschukin Orest Tereschtschuk   | 6:2, 6:2           |
| 2.  | 7. Juli 2002       | Montauban         | Sand          | Oleg Ogorodov        | Federico Browne Christian Kordasz      | 7:5, 7:63          |
| 3.  | 15. September 2002 | Sofia             | Sand          | Christopher Kas      | Ilja Kuschew Luben Pampoulov           | 7:64, 6:73, 6:2    |
| 4.  | 18. September 2004 | Teheran           | Sand          | Jean-Claude Scherrer | Frank Moser Jean-Michel Pequery        | 6:0, 6:0           |
| 5.  | 27. März 2005      | San Luis Potosí   | Sand          | Łukasz Kubot         | Juan Pablo Brzezicki Juan Pablo Guzmán | 6:1, 3:6, 6:3      |
| 6.  | 10. Juli 2005      | Oberstaufen       | Sand          | Jean-Claude Scherrer | Werner Eschauer Christopher Kas        | 7:5, 6:3           |
| 7.  | 30. Oktober 2005   | Santiago de Chile | Sand          | Daniel Köllerer      | Lucas Arnold Ker Giovanni Lapentti     | 6:4, 6:3           |
| 8.  | 31. Dezember 2005  | Doha              | Hartplatz     | Łukasz Kubot         | Alexei Kedrjuk Orest Tereschtschuk     | 6:4, 6:1           |
| 9.  | 17. Juni 2007      | Lugano            | Sand          | Giorgio Galimberti   | Leonardo Azzaro Sergio Roitman         | 7:5, 6:3           |
| 10. | 14. April 2007     | Casablanca        | Sand          | Łukasz Kubot         | Michal Mertiňák Robin Vik              | 6:3, 6:3           |
| 11. | 6. Mai 2007        | Tunis             | Sand          | Łukasz Kubot         | Marc Fornell Mestres Lamine Ouahab     | 6:2, 6:2           |
| 12. | 22. August 2008    | Qarshi            | Hartplatz     | Łukasz Kubot         | Andreas Haider-Maurer Philipp Oswald   | 6:4, 6:4           |
| 13. | 26. Oktober 2008   | Seoul             | Hartplatz     | Łukasz Kubot         | Sanchai Ratiwatana Sonchat Ratiwatana  | 7:5, 4:6, [10:6]   |
| 14. | 23. November 2008  | Helsinki          | Hartplatz (i) | Łukasz Kubot         | Eric Butorac Lovro Zovko               | 6:72, 7:67, [10:6] |
| 15. | 29. November 2008  | Cancún            | Sand          | Łukasz Kubot         | Lee Hsin-han Yang Tsung-hua            | 7:5, 6:2           |
| 16. | 19. Mai 2013       | Bordeaux          | Sand          | Christopher Kas      | Nicholas Monroe Simon Stadler          | 2:6, 6:4, [10:1]   |
| 17. | 8. September 2013  | Genua             | Sand          | Daniele Bracciali    | Marin Draganja Mate Pavić              | 6:3, 2:6, [11:9]   |
| 18. | 13. Oktober 2013   | Rennes            | Hartplatz (i) | Florin Mergea        | Nicholas Monroe Simon Stadler          | 6:4, 3:6, [10:7]   |
| 19. | 3. November 2013   | Genf              | Hartplatz (i) | Florin Mergea        | František Čermák Philipp Oswald        | 6:4, 6:3           |
| 20. | 8. Mai 2016        | Aix-en-Provence   | Sand          | Philipp Oswald       | Guillermo Durán Máximo González        | 6:1, 4:6, [10:7]   |

#### Finalteilnahmen
| Nr. | Datum            | Turnier         | Belag         | Partner              | Finalgegner                           | Ergebnis                   |
| --- | ---------------- | --------------- | ------------- | -------------------- | ------------------------------------- | -------------------------- |
| 1.  | 28. Mai 2006     | Pörtschach      | Sand          | Cyril Suk            | Paul Hanley Jim Thomas                | 3:6, 6:4, [5:10]           |
| 2.  | 16. Juli 2006    | Båstad (1)      | Sand          | Christopher Kas      | Jonas Björkman Thomas Johansson       | 3:6, 6:4, [4:10]           |
| 3.  | 30. Juli 2006    | Kitzbühel       | Sand          | Cyril Suk            | Philipp Kohlschreiber Stefan Koubek   | 2:6, 3:6                   |
| 4.  | 29. April 2007   | Casablanca      | Sand          | Łukasz Kubot         | Jordan Kerr David Škoch               | 6:74, 6:1, [4:10]          |
| 5.  | 3. Januar 2009   | Acapulco        | Sand          | Łukasz Kubot         | František Čermák Michal Mertiňák      | 6:4, 4:6, [7:10]           |
| 6.  | 14. Februar 2010 | Costa do Sauípe | Sand          | Łukasz Kubot         | Pablo Cuevas Marcel Granollers        | 5:7, 4:6                   |
| 7.  | 6. Februar 2011  | Santiago        | Sand          | Łukasz Kubot         | Marcelo Melo Bruno Soares             | 3:6, 6:73                  |
| 8.  | 1. Mai 2011      | Belgrad         | Sand          | Alexander Peya       | František Čermák Filip Polášek        | 5:7, 2:6                   |
| 9.  | 26. Mai 2012     | Nizza           | Sand          | Filip Polášek        | Bob Bryan Mike Bryan                  | 6:75, 3:6                  |
| 10. | 28. April 2013   | Bukarest        | Sand          | Lukáš Dlouhý         | Maks Mirny Horia Tecău                | 6:4, 4:6, [6:10]           |
| 11. | 27. Oktober 2013 | Basel           | Hartplatz (i) | Julian Knowle        | Treat Huey Dominic Inglot             | 3:6, 6:3, [4:10]           |
| 12. | 13. Juli 2014    | Båstad (2)      | Sand          | Jérémy Chardy        | Nicholas Monroe Johan Brunström       | 6:4, 6:75, [7:10]          |
| 13. | 22. Februar 2015 | Rio de Janeiro  | Sand          | Pablo Andújar        | Martin Kližan Philipp Oswald          | 6:73, 4:6                  |
| 14. | 1. März 2015     | Buenos Aires    | Sand          | Pablo Andújar        | Jarkko Nieminen André Sá              | 6:4, 4:6, [7:10]           |
| 15. | 2. August 2015   | Gstaad          | Sand          | Aisam-ul-Haq Qureshi | Denis Istomin Aljaksandr Bury         | 6:3, 2:6, [5:10]           |
| 16. | 12. Juni 2016    | Stuttgart (1)   | Rasen         | Fabrice Martin       | Marcus Daniell Artem Sitak            | 7:64, 4:6, [8:10]          |
| 17. | 2. Oktober 2016  | Shenzhen        | Hartplatz     | Fabrice Martin       | Fabio Fognini Robert Lindstedt        | 6:74, 3:6                  |
| 18. | 30. Oktober 2016 | Wien            | Hartplatz (i) | Fabrice Martin       | Łukasz Kubot Marcelo Melo             | 6:4, 3:6, [11:13]          |
| 19. | 18. Juni 2017    | Stuttgart (2)   | Rasen         | Mate Pavić           | Jamie Murray Bruno Soares             | 7:64, 5:7, [5:10]          |
| 20. | 30. Juni 2017    | Antalya         | Rasen         | Mate Pavić           | Robert Lindstedt Aisam-ul-Haq Qureshi | 5:7, 1:4 aufgg.            |
| 21. | 15. Juli 2017    | Wimbledon       | Rasen         | Mate Pavić           | Łukasz Kubot Marcelo Melo             | 7:5, 5:7, 6:72, 6:3, 11:13 |
| 22. | 18. Februar 2018 | Rotterdam       | Hartplatz (i) | Mate Pavić           | Pierre-Hugues Herbert Nicolas Mahut   | 6:2, 2:6, [7:10]           |
| 23. | 22. April 2018   | Monte Carlo     | Sand          | Mate Pavić           | Bob Bryan Mike Bryan                  | 6:75, 3:6                  |
| 24. | 9. Juni 2018     | French Open     | Sand          | Mate Pavić           | Pierre-Hugues Herbert Nicolas Mahut   | 2:6, 6:74                  |
| 25. | 29. Juli 2018    | Hamburg         | Sand          | Mate Pavić           | Julio Peralta Horacio Zeballos        | 1:6, 6:4, [6:10]           |
| 26. | 7. Oktober 2018  | Peking          | Hartplatz     | Mate Pavić           | Łukasz Kubot Marcelo Melo             | 1:6, 4:6                   |
| 27. | 20. Juli 2019    | Umag            | Sand          | Jürgen Melzer        | Robin Haase Philipp Oswald            | 5:7, 7:62, [12:14]         |
| 28. | 29. Februar 2020 | Dubai           | Hartplatz     | Raven Klaasen        | John Peers Michael Venus              | 3:6, 2:6                   |
| 29. | 29. Mai 2021     | Parma           | Sand          | Aisam-ul-Haq Qureshi | Simone Bolelli Máximo González        | 3:6, 3:6                   |
| 30. | 3. Oktober 2021  | Sofia           | Hartplatz (i) | Philipp Oswald       | Jonny O’Mara Ken Skupski              | 3:6, 4:6                   |

## Abschneiden bei Grand-Slam-Turnieren

### Einzel
| Turnier         | 2001 | 2002 | 2003 | 2004 | 2005 | 2006 | 2007 | 2008 | Karriere |
| --------------- | ---- | ---- | ---- | ---- | ---- | ---- | ---- | ---- | -------- |
| Australian Open | —    | —    | —    | —    | 1    | 1    | —    | Q1   | 1        |
| French Open     | —    | 1    | —    | —    | —    | 1    | —    | —    | 1        |
| Wimbledon       | Q1   | Q1   | Q1   | —    | Q1   | 1    | —    | —    | 1        |
| US Open         | —    | —    | Q2   | —    | —    | 1    | —    | —    | 1        |

Zeichenerklärung: S = Turniersieg; F, HF, VF, AF = Einzug ins Finale / Halbfinale / Viertelfinale / Achtelfinale; 1, 2, 3 = Ausscheiden in der 1. / 2. / 3. Hauptrunde; Q1, Q2, Q3 = Ausscheiden in der 1. / 2. / 3. Runde der Qualifikation; n. a. = nicht ausgetragen

### Doppel
| Turnier         | 2006 | 2007 | 2008 | 2009 | 2010 | 2011 | 2012 | 2013 | 2014 | 2015 | 2016 | 2017 | 2018 | 2019 | 2020  | 2021 | Karriere |
| --------------- | ---- | ---- | ---- | ---- | ---- | ---- | ---- | ---- | ---- | ---- | ---- | ---- | ---- | ---- | ----- | ---- | -------- |
| Australian Open | 1    | AF   | 1    | HF   | AF   | VF   | 1    | 1    | 2    | AF   | 2    | —    | S    | 2    | 2     | 1    | S        |
| French Open     | 2    | AF   | —    | 2    | VF   | 1    | VF   | AF   | 2    | 2    | 2    | 2    | F    | AF   | 1     | 2    | F        |
| Wimbledon       | 2    | —    | 1    | VF   | 1    | —    | 2    | —    | 1    | 1    | AF   | F    | 1    | 2    | n. a. | AF   | F        |
| US Open         | 1    | —    | —    | 1    | VF   | —    | —    | 2    | 1    | 1    | 2    | AF   | 1    | VF   | 1     | 1    | VF       |

### Mixed
| Turnier         | 2009 | 2010 | 2011 | 2012 | 2013 | 2014 | 2015 | 2016 | 2017 | 2018 | 2019 | 2020  | 2021 | Karriere |
| --------------- | ---- | ---- | ---- | ---- | ---- | ---- | ---- | ---- | ---- | ---- | ---- | ----- | ---- | -------- |
| Australian Open | —    | VF   | AF   | 1    | —    | —    | —    | —    | —    | —    | 1    | —     | —    | VF       |
| French Open     | —    | HF   | 1    | VF   | —    | 1    | —    | —    | —    | AF   | VF   | —     | —    | HF       |
| Wimbledon       | —    | 2    | —    | —    | —    | 2    | AF   | HF   | —    | —    | —    | n. a. | AF   | HF       |
| US Open         | 1    | 1    | AF   | —    | —    | —    | —    | 1    | HF   | VF   | 1    | n. a. | —    | HF       |